# Aldous Huxley
Aldous Leonard Huxley (n. 26 iulie 1894, Godalming, Regatul Unit – d. 22 noiembrie 1963, Los Angeles, California, SUA) a fost un scriitor britanic care a emigrat în Statele Unite. A fost un membru al faimoasei familii Huxley care a dat un mare număr de minți științifice briliante. 
Este cunoscut pentru romanele, pentru eseurile, povestirile, literatura de călătorie, scenariile sale de film. Dacă la începutul vieții a fost un umanist, a devenit la finalul ei interesat de subiecte spiritualiste, cum ar fi parapsihologia și filozofia mistică.

## Biografie

Arborele genealogic al familiei Huxley

Huxley s-a născut în Godalming, Surrey, Anglia. Era fiul scriitorului Leonard Huxley din prima căsătorie cu Julia Arnold și nepotul celui mai fervent apărător al lui Charles Darwin, Thomas Huxley. Fratele său, Julian Huxley, a fost un biolog faimos pentru ideile din categoria teoriei evoluționiste.
Huxley era un copil deșirat, destul de fragil alcătuit, dar cu calități intelectuale peste medie. Tatal său fiind și botanist, Aldous și-a început aventura cunoașterii în laboratorul echipat cu aparatură de ultimă oră al tatălui său, apoi a continuat-o într-o școala care se numea Hillside, sub supravegherea mamei sale, până la moartea prematură a acesteia. De la vârsta de 9 ani Aldous a fost mai apoi educat într-o școală cu internat britanică. Avea de mic o abilitate deosebită în a manevra ideile.
Mama sa, Julia, a murit în 1908, când Aldous avea 14 ani, iar sora sa, Roberta, a murit dintr-o altă cauză în aceeași lună cu mama sa. Trei ani mai târziu, Aldous a suferit de o boală rară, (cheratită punctată) care i-a redus considerabil vederea. Fratele său mai mare, Noel, s-a sinucis în 1914. Semiorbirea (ce i-a inspirat romanul Orb prin Gaza) l-a ținut pe Aldous departe de front în Primul Război Mondial. Când și-a revenit și a început să vadă, a urmat cursurile de literatură engleză la Colegiul Balliol de la Oxford.
Imediat ce și-a incheiat studiile la Balliol, Huxley a devenit dator vândut tatălui său și a fost nevoit să lucreze ca să-și plătească datoria acumulată. A avut o slujbă de scurtă durată în 1918 la Ministerul Aerului, unde se ocupa de proviziile armatei, dar cariera de funcționar nu l-a atras, așa ca s-a orientat spre o cariera literară.

## Opera timpurie
Huxley a terminat primul său roman la vârsta de 17 ani, dar cariera de scriitor profesionist și-a început-o abia pe la 20 de ani. A scris câteva capodopere ale literaturii engleze, utopia Brave New World (Minunata lume nouă) și un roman eseu despre pacifism, Eyeless in Gaza („Orb în Gaza”). Huxley a fost puternic influențat de F. Matthias Alexander, pe care l-a inclus ca personaj în romanul Orb în Gaza.

## Activitatea de publicist
După război Huxley semnează cronici literare și plastice în mai multe reviste, printre care Atheneum, condusă de criticul John Middleton Murry, și Westminster Gazette. În 1916 publică volumul de versuri he Burning Wheel (Roata în flăcări). Debutul în proză se produce patru ani mai târziu, în 1920, cu un volum de nuvele, Limbo, iar în anul următor apare primul sau roman, Crome Yellow (Galben crom). Admirator al literaturii franceze (numeroasele cronici literare și recenzii publicate o dovedesc pe deplin), Aldous Huxley s-a modelat ca scriitor grație lecturilor din operele lui Denis Diderot, Voltaire, Baudelaire, Marcel Proust, Andre Gide ori Anatole France. Avea o mare admirație pentru Shakespeare și, dintre contemporani, pentru prietenul său D.H. Lawrence. Autor prolific, Huxley a publicat de-a lungul vieții peste patruzeci de volume, cele mai semnificative scrise în deceniile al treilea și al patrulea ale secolului XX.

## Opera de maturitate
Fiind deja un autor satiric și un gânditor politic redutabil, în timpul primului război mondial Huxley a locuit la Garsington Manor, reședința doamnei Ottoline Morrell. Mai târziu, în romanul Galben crom (1921) a caricaturizat modul de viață al celor de la Garsington, dar a rămas prieten al familiei Morrells. S-a căsătorit, de altfel, cu Maria Nys, pe care a cunoscut-o chiar la Garsington.
Huxley s-a mutat apoi la Llano, California în 1937, dar, exact ca și în cazul prietenului său, filozoful Gerald Heard, care l-a urmat la scurt timp, i s-a refuzat acordarea cetățeniei americane pentru că nu a dorit să renunțe la ideile sale pacifiste pentru niște false convingeri religioase. În cartea sa din 1937 Ends and Means (Scopuri și mijloace), Huxley explică faptul că în civilizațiile moderne majoritatea oamenilor doresc o lume a libertății, păcii, dreptății și dragostei frățești, deși nu au nici cea mai vagă idee cum să o realizeze.
În 1938 Huxley devine prietenul filozofului indian Jiddu Krishnamurti, pe care îl admira. Devine un adept al curentului filosofic Advaita Vedanta din cercul lui Swami Prabhavananda, și îl introduce și pe Christopher Isherwood în acest cerc. Imediat după această experiență scrie cartea sa fundamentală în materie de idei și valori spirituale, The Perennial Philosophy (Filozofia perenă), în care analizează scrierile unor mari gânditori mistici. În 1939 Huxley primește James Tait Black Memorial Prize pentru romanul After Many a Summer Dies the Swan.
Vederea sa a fost slabă în ciuda scurtei perioade de refacere care i-a permis, totuși, să studieze la Oxford. În 1939 a auzit de metoda Bates pentru creșterea naturală a vederii și de Margaret Corbett, care i-a predat-o. El a pretins într-o carte intitulată The Art of Seeing („Arta de a vedea”) (joc de cuvinte în limba engleză, titlul cărții se mai poate traduce și prin „arta de a înțelege"), care a apărut în SUA în 1942, și în 1943 în Marea Britanie, că vederea i s-a îmbunătățit substanțial în urma aplicării acestei metode. El a mărturisit că, după ce a aplicat această metodă, putea citi fără ochelari pentru prima după 25 de ani.

## Anii bătrâneții
A început ședințe de meditație și a devenit vegetarian. Poate și din acest motiv operele lui au fost puternic influențate de misticism și a început să experimenteze  mescalina, un drog halucinogen care i-a fost prezentat pentru prima oară de psihiatrul Humphry Osmond în 1953. Experiențele sale după ingerarea acestui drog psihedelic sunt descrise în eseul The Doors of Perception (Ușile percepției) (titlul derivă de la câteva rânduri dintr-un poem compus de William Blake) și romanul Heaven and Hell (Rai și Iad). Titlul eseului a inspirat, de asemenea, numele formației de rock The Doors. Scrierile lui Huxley au fost foarte populare în perioada hippie.
Interesul principal al lui Huxley nu viza o entitate vagă, misterioasă și subiectivă, ci un misticism înalt pe care îl exprima prin termenul "filozofie perenă". În anii 50 interesul lui Huxley pentru cercetările din câmpul psihismului uman crește.
Prima sa soție, Maria Ney, a murit de cancer de sân în 1955, și în 1956 el s-a recăsătorit cu Laura Archera, care era și ea scriitoare, și care a redactat o biografie a soțului ei. În 1960, Huxley a fost diagnosticat ca având cancer de laringe. În anii care au urmat a scris utopia Island (Insula) și, în ciuda stării de sănătate tot mai precară, a ținut conferințe la institutul Esalen. În 1959, Huxley, care a rămas cetățean britanic, a refuzat ordinul Knight Bachelor oferit de fundația Macmillan. În același an a fost distins cu Premiul pentru Merit al Academiei Americane de Arte și Litere.
Ideile lui au stat la baza formării mișcării Potențialului Uman. A fost invitat să țină numeroase conferințe de către mai multe universități americane prestigioase. Într-un asemenea discurs ținut în 1961 la California Medical School în San Francisco, Huxley atrăgea atenția: Va exista poate, pentru generația următoare, o metodă farmaceutică de a-i determina pe oameni să-și iubească respectivele servituți și de a produce dictaturi fără lacrimi, ca să spunem așa, o metodă de a produce un fel de lagăr de concentrare pentru societăți întregi, astfel încât oamenii, deși le vor fi luate libertățile, chiar îi va bucura această stare de fapt.
Părerile lui Aldous Huxley asupra rolului științei si tehnologiei (cum apar acestea exprimate, să spunem, în romanul utopic Insula) sunt similare celor ale unor prieteni ai săi americani, cum ar fi Lewis Mumford, Gerald Heard sau Buckminster Fuller și E.F. Schumacher.
Printre umaniști, Huxley a fost considerat un intelectual de vârf. Deși circumstanțele financiare l-au obligat să scrie foarte mult, gândirea si ideile sale încă se bucură de un înalt prestigiu. Cărțile sale figurează pe listele de lecturi obligatorii ale literaturii și filozofiei engleze sau filozofiei moderne în multe dintre colegiile sau universitățile americane sau britanice.

## Influența operei sale asupra scriitorilor români
Aldous Huxley a avut o influență puțin cercetată asupra prozatorilor români interbelici. Criticul Iulian Băicuș în Dublul Narcis a pus în evidență faptul că textele lui Huxley l-au influențat mai ales în perioada tinereții pe Mircea Eliade, influență recunoscută de acesta și în Jurnalul său. Eliade l-a întâlnit pe fratele scriitorului, biologul Julian Huxley, după moartea acestuia și și-a notat în Jurnal bucuria acestei întâlniri. Personajul Dania din romanul Jocurile Daniei scris de Anton Holban a fost modelat după Grace, unul din personajele unei povestiri a lui Aldous Huxley, iar romanul Punct. Contrapunct i-a furnizat prozatorului român interbelic ideea romanului muzical, construit prin tehnica contrapunctului, teoretizat pentru prima oară de Huxley.

### Moartea și ce a urmat după ea
Pe patul de moarte, fără să mai poată vorbi, i-a cerut în scris soției sale Laura 100 µg de "LSD, într-o injecție intramusculară". Ea a acceptat aceasta "eutanasie" și Aldous Huxley a murit ușor a doua zi, pe data de 22 noiembrie 1963. Moartea sa a fost eclipsată de asasinarea Președintelui John Fitzgerald Kennedy și de moartea autorului britanic C. S. Lewis.
În Ultimate jouney a lui Stanislav Grof există o anexă cu descrierea acestui episod excepțional, preluată din cartea Laurei Huxley This timeless moment. 
Romanele satirice, distopice sau utopice ale lui Huxley nu își ratează niciodată scopul de a pune cititorul pe gânduri. Același lucru se poate spune și despre colecțiile sale de eseuri.

## Scenarii de film
Huxley a scris multe scenarii de film, iar romanele sale au fost adaptate pentru cinema sau televiziune.
A scris scenarii pentru Compania Walt Disney și filmul de animație Alice în țara minunilor, a supervizat două producții ale romanului Minunata lume nouă, o ecranizare a romanului Punct. Contrapunct, alta pentru Orb în Gaza, și, în fine, ultima pentru Maimuța și esența.

## Operele sale în ordinea cronologică a scrierii lor
- The Burning Wheel, 1916;
- The Defeat of Youth, 1918;
- Limbo, 1920;
- Crome Yellow, 1921;
- Antic Hay, 1923;
- On the Margin, 1923;
- Along the Road, 1925;
- Those Barren Leaves, 1925;
- Jesting Pilate, 1926;
- Essays New and Old, 1926;
- Proper Studies, 1927;
- Point Counter Point, 1928;
- Do What You Will, 1929;
- Holy Face, and Other Essays, 1929;
- Brief Candles, 1930;
- The World of Light, 1931;
- Music at Night, 1931;
- The Letters of D. H. Lawrence, 1932 (ed.);
- Brave New World, 1932;
- Beyond the Mexique Bay, 1934;
- Eyeless in Gaza, 1936;
- The Olive Tree, and Other Essays, 1936;
- Stories, Essays, and Poems, 1937;
- Ends and Means, 1937;
- An Encyclopaedia of Pacifism, 1937 (ed.);
- After Many a Summer Dies the Swan, 1938;
- Time Must Have a Stop, 1944;
- The Perennial Philosophy, 1946 (ed.);
- Ape and Essence, 1948;
- The Perennial Philosophy, 1948;
- Gioconda Smile, 1948;
- Themes and Variations, 1950;
- The Devils of Loudon, 1952;
- The Doors of Perceprion, 1954;
- Adonis and the Alphabet, 1956;
- Collected Short Stories, 1957;
- The World of Aldous Huxley, 1957;
- Brave New World Revisited, 1958;
- Collected Essays, 1959;
- On Art and Artist, 1960;
- Selected Essays, 1961;
- The Island, 1962;
- Literature and Science, 1963;
- Letters of Aldous Huxley, 1969;
- The Collected Works of Aldous Huxley, 1970;
- Huxley and God, 1992;
- Hearst Essays, 1994;
- Between the Wars, 1994;
- The Hidden Huxley, 1994.

### Romane
- Galben crom (1921)
- Fân antic (1923)
- Frunze uscate (1925)
- Punct. Contrapunct (1928)
- Minunata lume nouă (1932)
- Orb în Gaza (1936)
- După multe veri (1939)
- Timpul are un sfârșit (1944)
- Maimuță și esență (1948)
- Geniul și zeița (1955)
- Reintoarcere în minunata lume nouă(1958)
- Insula (1962)

### Povestiri
- Limbo (1920)
- Surasul Giocondei(1924)
- Două sau trei grații și alte povestiri(1926)
- Lumânări stinse (1930)
- Muzică nocturnă(1931)
- Două sau trei Grații|Grace
- Micul mexican
- Mâinile lui Iacob, o fabulă (sfârșitul deceniului al treilea al secolului XX)

### Poezie
- Roata de foc (1916)
- Iona (1917)
- Înfrângerea tinereții (1918)
- Leda (1920)
- Arabia Infelix (1929)
- Cicadele si celelalte poeme (1931)

### Literatură de călătorie
- Pe drum (1925)
- Bufonul lui Pilat (1926)
- Dincolo de golful Mexic (1934)

### Eseuri
- Fă ceea ce vrei (1929)
- Măslinul (1936)
- Scopuri și mijloace(1937)
- Arta de a vedea (1942)
- Mâine, mâine, mâine (1952)
- Porțile percepției (1954)
- Rai și iad (1956)
- Brava lume nouă revizitată (1958)
- Literatură și știință (1963)

### Filozofie
- Scopuri și mijloace (1937)
- Filozofia perenă (1944)

### Biografii
- Eminența gri (1941)
- Diavolii din Lodun (1952)

### Literatură pentru copii
- Ciorile din Pearblossom (1967)

### Colecții
- Text și pretext (1933)
- Antologia prozei scurte (1957)
- Moksha: scrieri despre experiențe psihedelice și vizionare (1977)

## Detalii comune
- A studiat baletul timp de câțiva ani;
- A fost profesorul lui George Orwell de limba franceză timp de un semestru la Eton.